# یواس‌اس کنترل (ای‌ام-۱۶۴)
یواس‌اس کنترل (ای‌ام-۱۶۴) (به انگلیسی: USS Control (AM-164)) یک کشتی بود که طول آن ۱۸۴ فوت ۶ اینچ (۵۶٫۲۴ متر) بود. این کشتی در سال ۱۹۴۳ ساخته شد.